# Teoria pola (fizyka)
Teoria pola – dział fizyki badający pola fizyczne, czyli obszary w których występują zjawiska fizyczne oraz wypracowujący metody tego badania. Fizycy matematyzując problem, opisują te zjawiska poprzez przypisanie każdemu punktowi przestrzeni matematycznego obiektu, co odpowiada określeniu pewnej funkcji na przestrzeni, w której występuje pole. 
Pola dzieli się ze względu na rodzaj  funkcji:
- pole skalarne (np. temperatura, ciśnienie, potencjał elektryczny) – każdemu punktowi przypisuje liczbę;
- pole wektorowe (prędkość płynięcia cieczy, natężenie pola elektrycznego)
- pole tensorowe (naprężenia w ciałach)
- inne – obiekt matematyczny.

Zazwyczaj to samo pole fizyczne można opisywać polami różnego typu np. pole elektryczne można opisywać przez potencjał elektryczny lub przez natężenie pola elektrycznego.

## Różniczkowe operatory pola
Współczesna fizyka opisuje pola i zależności zachodzące między wielkościami używając operatorów różniczkowych. Używanymi operatorami różniczkowymi są:
1. gradient – który przekształca pole skalarne na pole wektorowe, wskazując kierunek największego wzrostu pola skalarnego,
2. dywergencja – która polu wektorowemu przyporządkowuje pole skalarne, które określa źródła i ujścia pola wektorowego (przepływu, pola elektrycznego)
3. rotacja – przypisuje polu wektorowemu inne pole wektorowe, które jeśli jest różne od zera oznacza istnienie zawirowań w przepływie (jeśli pole pierwotne jest przepływem).

Przykładem wyrażenia praw fizycznych z użyciem operatorów różniczkowych są równania Maxwella.

## Przedstawianie graficzne pól
Pola skalarne obrazuje się często poprzez połączenie liniami/powierzchniami  punktów o takiej samej wartości, np. punkty o takim samym potencjale grawitacyjnym (linie ekwipotencjalne).
Pola wektorowe obrazuje się poprzez rysowanie linii stycznych do wektora pola np. linie pola magnetycznego lub elektrycznego.